# Dekker & v.d. Vegt

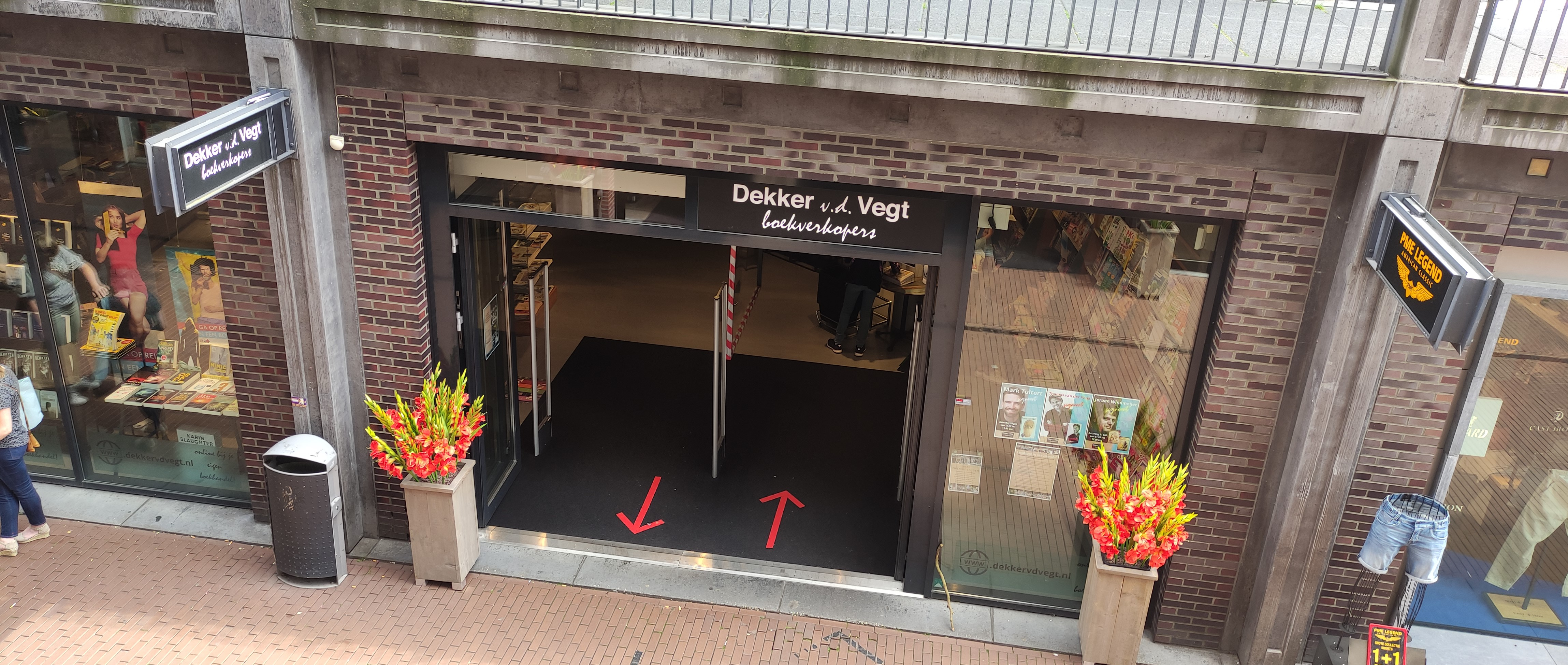
Dekker v.d. Vegt aan de Marikenstraat in Nijmegen

Dekker & v.d. Vegt is een Nederlandse boekhandel en voormalige uitgeverij.
In 1856 begonnen J.G. Dekker en W.J. van de Vegt in Utrecht een kantoorboekhandel annex firma in religieuze artikelen en boekbinderij. In 1864 begonnen zij ook een uitgeverij. In 1922 verhuisde de zaak naar Nijmegen waar ze aan de Oranjesingel een rol had bij de in 1923 gestarte Katholieke Universiteit Nijmegen waarvan zij tot in de jaren 60 de belangrijkste uitgever van academische werken was. Het fonds werd in 1989 opgeheven en werd voortgezet bij Koninklijke Van Gorcum.
In Nijmegen was Dekker & v.d. Vegt uitgegroeid tot een grote boekhandel. Naast de hoofdvestiging die in 1972 in Passage Molenpoort kwam, in 1976 aan Plein 1944 en die sinds 2000 aan de Marikenstraat zit, was er een nevenvestiging op de campus van de universiteit en waren er ook vestigingen in Arnhem, Venlo en Maastricht. De keten was onderdeel van de Kluwer Groep Boekhandels die in 1992 verzelfstandigd werd tot Boekhandels Groep Nederland (BGN) die in 2006 Selexyz werd. De Selexyz vestigingen in Nijmegen en Arnhem werden toen Selexyz dekker van de vegt genoemd. In 2013 fuseerde Selexyz met De Slegte tot Polare en het Nijmeegse De Slegte-filiaal werd ondergebracht in de Selexyzwinkel en de zaak werd Polare Nijmegen genoemd. Op 24 februari 2014 werd Polare failliet verklaard. In maart 2014 werd binnen zes dagen via crowdfunding 150.000 euro bij elkaar gebracht om een doorstart te maken onder de oude naam. Op 21 maart werd bekend dat er definitief een doorstart komt onder de oude naam en na een hernieuwde korte sluiting heropende de zaak per 1 april 2014.